# Krisna simillima
Krisna simillima är en insektsart som beskrevs av Baker 1919. Krisna simillima ingår i släktet Krisna och familjen dvärgstritar. Inga underarter finns listade i Catalogue of Life.